# Pseudonortonia abbreviaticornis
Pseudonortonia abbreviaticornis är en stekelart som beskrevs av Giordani Soika 1941. Pseudonortonia abbreviaticornis ingår i släktet Pseudonortonia och familjen Eumenidae. Inga underarter finns listade i Catalogue of Life.